# Microgale majori
Microgale majori é uma espécie de mamífero da família Tenrecidae, endêmica de Madagascar.  Bronner e Jenkins consideraram-na como sinônimo de M. longicaudata. Yoder e colaboradores (2005), sugeriram que análises morfométricas corroboram os achados moleculares, que resultaram na ressurreição do M. majori da sinonímia.